# Ras Muhammad

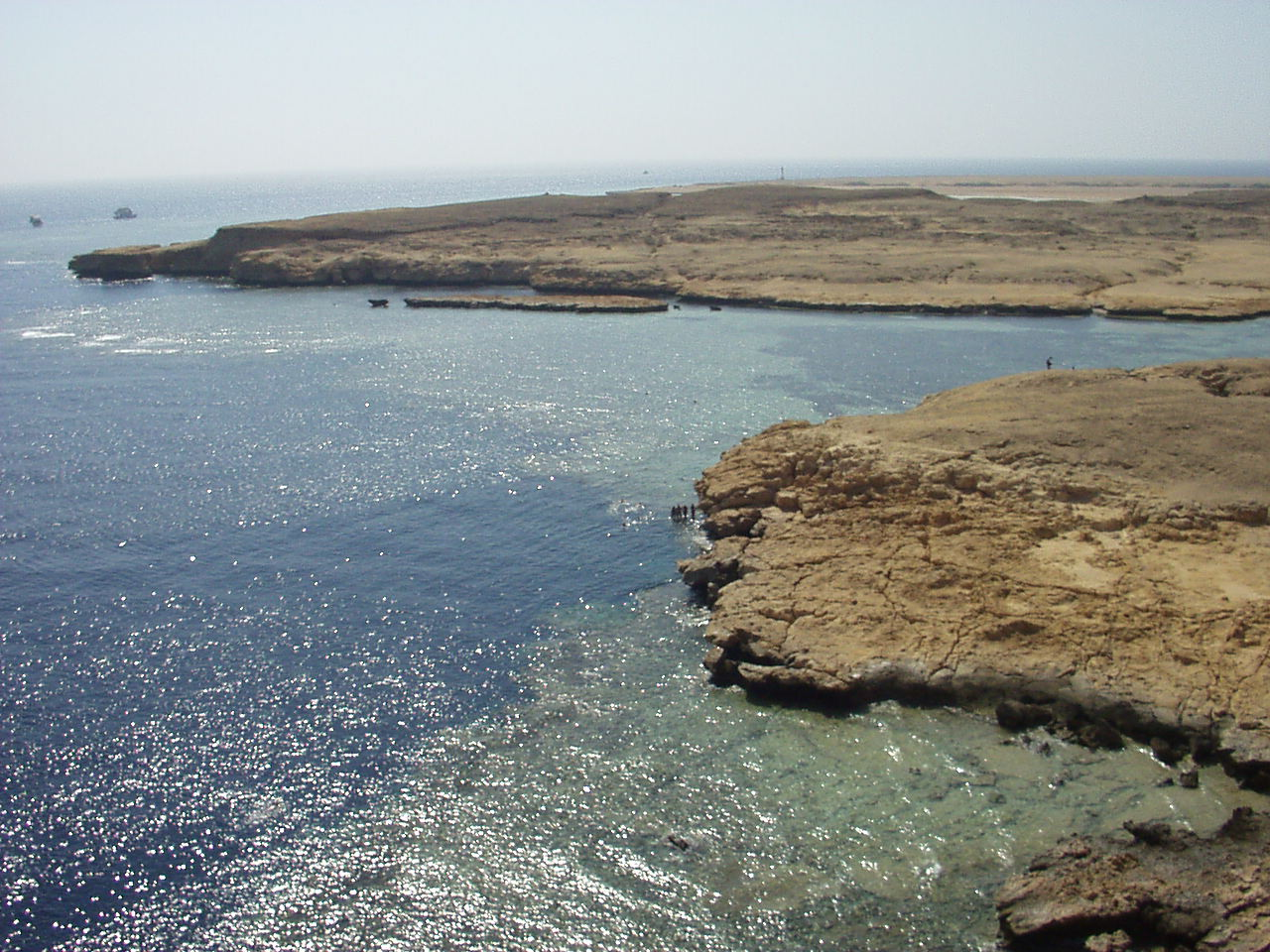
Rafa koralowa w Ras Muhammad, u wylotu Ukrytej Zatoki

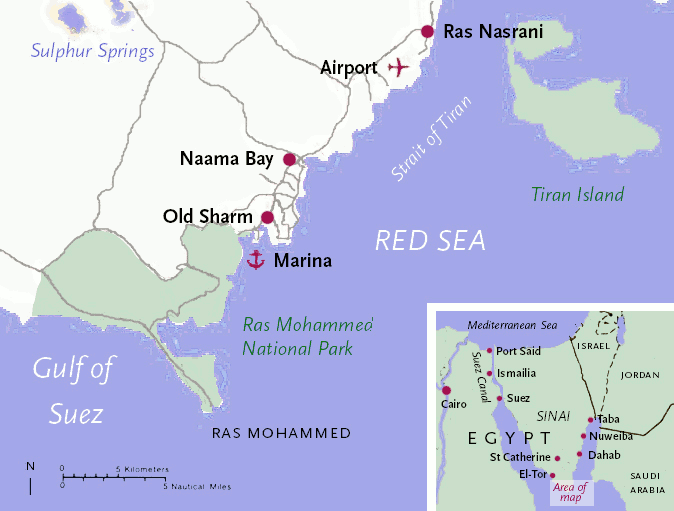
Okolice Ras Muhammad

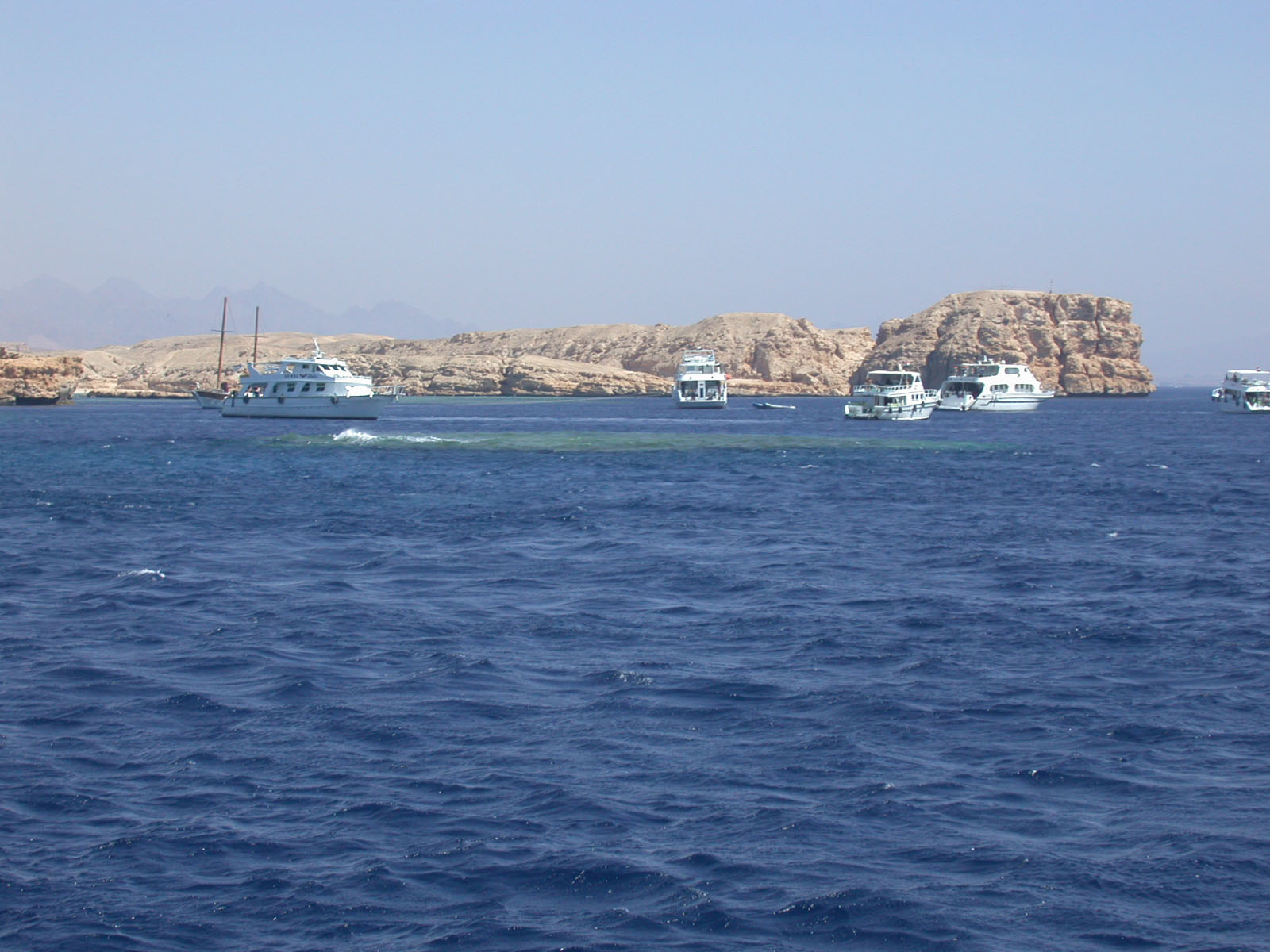
Liczne miejsca nurkowe (Shark Reef & Yolanda Reef)

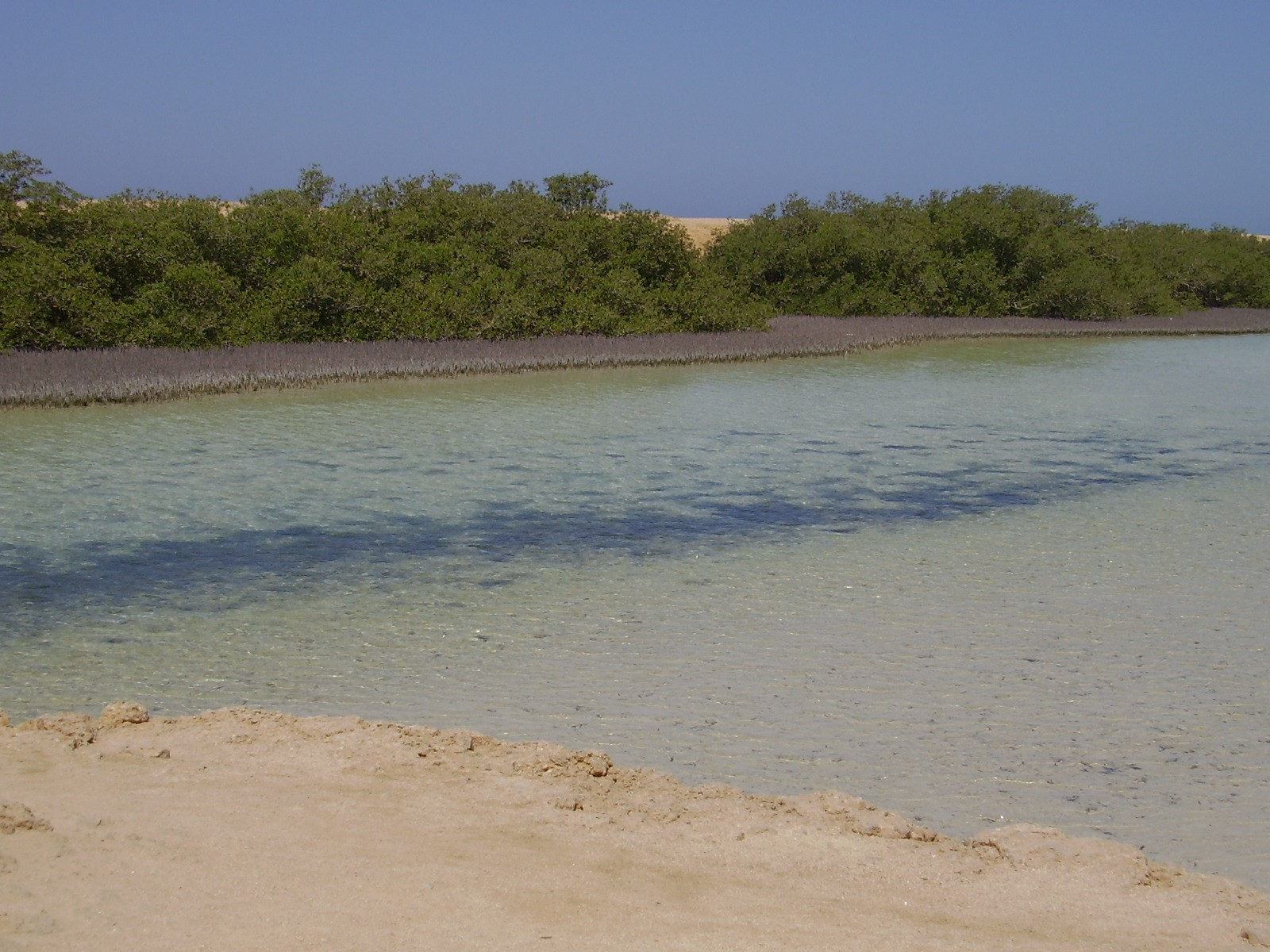
Namorzyny w Kanale Namorzynowym

Ras Muhammad (arab. رأس محمد) – przylądek na Riwierze Morza Czerwonego, u południowych wybrzeży Półwyspu Synaj w muhafazie Synaj Południowy w Egipcie (na najdalej wysuniętym na południe skrawku półwyspu). 
W 1983 roku przylądek wraz z terenami przyległymi został objęty ochroną w ramach pierwszego narodowego parku morskiego w Egipcie. Park ten pierwotnie zawierał przylądek Ras Muhammad, rafę koralową oraz wyspy Tiran. W 1989 roku park morski przekształcono w Park Narodowy Ras Muhammad. Obejmuje część lądową (133 km²) i morską  (327 km²) u wybrzeża Morza Czerwonego (56 km długości). Przylądek dzieli Ukryta Zatoka, u jej wejścia znajdują się dwa cyple: Ras Yolanda i Ras Burg, na północy znajduje się Ras Zatar.
Park jest zarządzany przez Egipską Agencję do spraw Środowiska Naturalnego, która odpowiada za ochronę. Przepisy są tutaj ściśle przestrzegane, teren jest wolny od śmieci, dlatego też korale i ryby nie są niepokojone. Wszelkie inwestycje na terenie parku są zabronione i tylko 12% z 460 km² jego powierzchni jest udostępnione zwiedzającym.
Ras Muhmmad obfituje w bogactwo raf koralowych, występuje tutaj ok. 150 gatunków koralowców. Silne prądy morskie przynoszą ogromne ilości planktonu i innego pokarmu, wzmagającego wzrost korali oraz przyciągającego duże ławice ryb pelagicznych i rafowych. Występuje tutaj ponad 1000 gatunków ryb, w tym rekiny, barakudy, tuńczyki. Stwierdzono 40 gatunków rozgwiazd, ok. 100 gatunków jeżowców, 25 gatunków mięczaków i około 150 gatunków skorupiaków. Można spotkać również żółwie morskie (Chelonia mydas i Eretmochelys imbricata). Na lądzie i w powietrzu można zobaczyć dzikie zwierzęta, m.in.: lisy, jaszczurki, orły, sokoły i jastrzębie.

## Zwiedzanie
Odwiedzający mogą skorzystać z informacji, punktów handlowych i gastronomicznych oraz wysłuchać objaśnień parkowych strażników przygotowujących turystów. Park jest czynny codziennie (oprócz piątków) od 10 rano do zmroku. Nazywany jest rajem dla nurków, ze względu na występujące tu piękne rafy koralowe, z reguły dostępne tylko łodziami. Strażnicy parku kategorycznie egzekwują obowiązujące w nim przepisy. Na terenie parku nie wolno śmiecić, niszczyć i zbierać organizmów zarówno żywych, jak i martwych, dotykać korali, karmić zwierząt czy łapać ryb poza miejscami wyznaczonymi. Zabrania się wkraczania za tereny zamknięte oraz nurkowania i cumowania poza wyznaczonymi miejscami.